# Sam Elliott
Samuel Pack Elliott (Sacramento, 9 augustus 1944) is een Amerikaans acteur.
Elliott werd geboren in Sacramento in de Amerikaanse staat Californië. Hij speelde onder meer de rol van generaal Thunderbolt Ross in de film Hulk uit 2003.

## Filmografie

### 2010-2019
| Jaar | Medium | Titel                                          | Personage      |
| ---- | ------ | ---------------------------------------------- | -------------- |
| 2018 | film   | The Man Who Killed Hitler and then The Bigfoot | Calvin Barr    |
| 2018 | film   | A Star Is Born                                 | Bobby          |
| 2017 | film   | The Hero                                       | Lee Hayden     |
| 2016 | tv     | The Ranch                                      | Beau Bennett   |
| 2016 | tv     | Grace and Frankie                              | Phil Millstein |
| 2015 | film   | The Good Dinosaur                              | Butch          |
| 2015 | tv     | Justified                                      | Avery Markham  |
| 2015 | film   | Grandma                                        | Karl           |
| 2015 | film   | I'll See You in My Dreams                      | Bill           |
| 2015 | film   | Digging for Fire                               | Pop Pop        |
| 2014 | film   | Draft Day                                      | Coach Moore    |
| 2013 | tv     | Parks and Recreation                           | Ron Dunn       |
| 2010 | film   | November Christmas                             | Jes Sanford    |

### 2000-2009
| Jaar | Genre | Titel                           | Personage               |
| ---- | ----- | ------------------------------- | ----------------------- |
| 2009 | film  | Up in the Air                   | Piloot                  |
| 2009 | film  | Did You Hear About the Morgans? | Clay Wheeler            |
| 2007 | film  | The Golden Compass              | Lee Scoresby            |
| 2007 | film  | Ghost Rider                     | Caretaker               |
| 2006 | film  | Barnyard                        | Ben The Cow             |
| 2006 | tv    | Avenger                         | Calvin Dexter           |
| 2006 | film  | The Alibi                       | The Mormon              |
| 2005 | film  | Thank You for Smoking           | Lorne Lutch             |
| 2003 | film  | Hulk                            | Ross                    |
| 2003 | film  | Off the Map                     | Charley                 |
| 2002 | film  | We Were Soldiers                | Sgt. Maj. Basil Plumley |
| 2001 | film  | Pretty When You Cry             | Lukas Black             |
| 2000 | film  | The Contender                   | Kermit Newman           |
| 2000 | tv    | Fail Safe                       | Raskob                  |

### 1990-1999
| Jaar | Medium | Titel                                      | Personage                    |
| ---- | ------ | ------------------------------------------ | ---------------------------- |
| 1999 | tv     | You Know My Name                           | Bill Tilgman                 |
| 1998 | film   | The Hi-Lo Country                          | Jim Ed Love                  |
| 1998 | film   | The Big Lebowski                           | The Stranger                 |
| 1998 | tv     | Texarkana                                  | onbekend                     |
| 1997 | tv     | Rough Riders                               | Bucky O'Niel, kapitein       |
| 1996 | dvd    | Dog Watch                                  | Charlie Falon                |
| 1996 | tv     | Woman Undone                               | Ross Bishop                  |
| 1995 | tv     | Blue River                                 | Henry Howland                |
| 1995 | dvd    | The Desperate Trail                        | Bill Speakes, marshal        |
| 1995 | tv     | The Ranger, the Cook and a Hole in the Sky | Bill Bell                    |
| 1995 | tv     | Buffalo Girls                              | Wild Bill Hickok             |
| 1995 | film   | The Final Cut                              | John Pierce                  |
| 1993 | film   | Tombstone                                  | Virgil Earp                  |
| 1993 | tv     | Fugitive Nights: Danger in the Desert      | Lyn Cutter                   |
| 1993 | film   | Gettysburg                                 | John Buford, brigadegeneraal |
| 1991 | film   | Rush                                       | Dodd                         |
| 1991 | tv     | Conagher                                   | Conn Conagher                |
| 1990 | film   | Sibling Rivalry                            | Charles Turner Junior        |

### 1980-1989
| Jaar | Medium | Titel                        | Personage     |
| ---- | ------ | ---------------------------- | ------------- |
| 1989 | film   | Prancer                      | John Riggs    |
| 1989 | film   | Road House                   | Wade Garrett  |
| 1989 | film   | Shakedown                    | Richie Marks  |
| 1988 | film   | Mask                         | Gar           |
| 1987 | film   | Fatal Beauty                 | Mike Marshak  |
| 1987 | tv     | The Quick and the Dead       | Con Vallian   |
| 1986 | tv     | Houston: The Legend of Texas | Sam Houston   |
| 1986 | tv     | The Blue Lightning           | Harry Wingate |

- Bibsys: 7022713
- Biblioteca Nacional de España: XX1190199
- Bibliothèque nationale de France: cb13945716g (data)
- Gemeinsame Normdatei: 1019237503
- International Standard Name Identifier: 0000 0000 9595 3306
- Library of Congress Control Number: no97029465
- MusicBrainz: c11be0e6-46dd-45d4-9a7b-189fc0e3a9c4
- Nationale Bibliotheek van Tsjechië: xx0059360
- Nationale Bibliotheek van Israël: 987007447685405171
- Nationale Bibliotheek van Polen: a0000001625560
- Nederlandse Thesaurus van Auteursnamen: 073907421
- SNAC: w66n6049
- Système universitaire de documentation: 132132206
- Virtual International Authority File: 85683334
- WorldCat: E39PBJvH9gmX6ggjFwwwx3myBP